# Première Sortie
Pour plus de détails, voir Fiche technique et Distribution.
Première Sortie (Blast from the Past), ou L'Intra-Terrestre au Québec, est une comédie romantique américaine réalisée par Hugh Wilson, sortie en 1999.

## Synopsis
Adam Weber est le jeune fils d'un inventeur excentrique de Los Angeles qui, très inquiet à cause de la Crise des missiles de Cuba, a construit un abri anti-atomique. Un jour, un avion s'écrase sur leur maison, et son père est persuadé que l'explosion est due à une bombe atomique. Pour échapper aux supposées radiations, toute la famille reste dans l'abri pendant 35 années. Après cette période, son père remonte. Il est très choqué de ce qu'il voit et a un malaise. Adam, né dans l'abri et devenu grand, est envoyé dans le monde extérieur à la recherche de provisions et de matériels de première nécessité. Confronté à un monde qu'il ne connaît absolument pas, Adam rencontre Eve, qui, même si elle est plutôt réticente, se décide à l'aider.

## Fiche technique
- Titre français : Première Sortie
- Titre québécois : L'Intra-Terrestre
- Titre original : Blast from the Past
- Réalisation : Hugh Wilson
- Scénario : Hugh Wilson, Bill Kelly
- Production : Sunil Perkash, Claire Rudnick Polstein, Amanda Stern, Hugh Wilson, Renny Harlin, Mary Kane
- Musique : Steve Dorff
- Photographie : José Luis Alcaine
- Montage : Don Brochu
- Direction artistique : Bob Ziembicki
- Chef décorateur : Ted Berner, Michael Taylor
- Costumes : Mark Bridges
- Pays de production :  États-Unis
- Langues originales : anglais, français, allemand (uniquement quelques mots) et latin (uniquement quelques mots)
- Genre : Comédie romantique
- Durée : 112 minutes
- Dates de sortie : 
  - États-Unis : 27 janvier 1999  États-Unis (avant-première) ; 12 février 1999 (sortie nationale)
  - Royaume-Uni : 2 avril 1999
  - Suisse : 30 septembre 1999 (Suisse alémanique) ; 24 mai 2000 (Suisse romande)
  - Belgique : 6 octobre 1999
  - France : 24 mai 2000

## Distribution
- Brendan Fraser (V. F. : Pierre Tessier ; V. Q. : Daniel Picard) : Adam Webber
- Alicia Silverstone (V. F. : Aurélia Bruno ; V. Q. : Christine Bellier) : Eve Vrustikoff
- Christopher Walken (V. F. : Patrick Floersheim ; V. Q. : Hubert Gagnon) : Calvin Webber
- Sissy Spacek (V. Q. : Lisette Dufour) : Helen Webber
- Dave Foley (V. Q. : Luis de Cespedes) : Troy
- Joey Slotnick (V. Q. : Alain Zouvi) : Melker
- Dale Raoul : Mom
- Rex Linn : Dave
- Hugh Wilson : Levy
- Nathan Fillion : Cliff
- Jenifer Lewis : Dr Nina Aron
- John F. Kennedy : lui-même (images d'archive)
- Fidel Castro : lui-même (images d'archive)
- Nikita Khrouchtchev : lui-même (images d'archive)

Source et légende : Version française (V. F.) sur RS Doublage et Version québécoise (V. Q.) sur Doublage QC

## Distinction
- Saturn Awards 2000 : nomination comme meilleure actrice dans un second rôle pour Sissy Spacek